# I Gimnazjum Wileńskie
I Gimnazjum Wileńskie – elitarna szkoła średnia o profilu humanistycznym i matematyczno-przyrodniczym. Powstała w Wilnie w 1803 roku, a wykładowcami w niej byli profesorowie Uniwersytetu Wileńskiego. Gimnazjum przetrwało do I wojny światowej. Do grona jego absolwentów należą wybitni polscy intelektualiści XIX wieku, co wynika z zachowanych spisów uczniów gimnazjum wileńskiego, m.in. Ignacy Iwicki i Bolesław Kulesiński.